# Sweetheart of the Rodeo
(Roger McGuinn, 2003)
Sweetheart of the Rodeo è il sesto album del gruppo folk rock statunitense The Byrds, pubblicato negli Stati Uniti il 30 agosto del 1968 dalla Columbia Records. Registrato con l'apporto del pioniere della musica country rock Gram Parsons, il disco è storicamente importante in quanto primo album country-rock prodotto da un gruppo affermato, e per essere un radicale cambio stilistico rispetto alle sonorità rock psichedeliche dei precedenti album dei Byrds. La band aveva già occasionalmente fatto esperimenti in passato con il country, incorporando nei precedenti dischi qualche traccia in quello stile, ma Sweetheart of the Rodeo rappresentò la loro piena e totale immersione in questo genere musicale.
Nel 2003 l'album è stato posizionato al numero 117 della classifica dei migliori 500 album di tutti i tempi, stilata dalla rivista Rolling Stone.

## Il disco

### Origine e storia
David Crosby e Michael Clarke avevano abbandonato i Byrds a fine 1967, lasciando Roger McGuinn e Chris Hillman, come unici due membri della band. Per ovviare a questo problema, McGuinn assunse il cugino di Hillman, Kevin Kelley (ex membro dei Rising Sons), in qualità di nuovo batterista del gruppo. Il quarto membro venne trovato da Larry Spector, il manager della band, nel ventunenne Gram Parsons. Parsons, fino ad allora una figura marginale nella scena musicale di Los Angeles, conosceva Hillman sin dal 1967, e colpì tutti con la sua personalità geniale e le sue doti di musicista. Anche se Parsons e Kelley erano considerati membri dei Byrds a tutti gli effetti, entrambi percepivano uno stipendio da McGuinn e Hillman, e non firmarono insieme con i compagni il rinnovo del contratto con la Columbia Records quando l'accordo fu siglato il 29 febbraio 1968.
Inizialmente l'album era stato concepito per essere una summa della storia musicale americana del ventesimo secolo, incorporando elementi di country, jazz, rhythm and blues, e rock and roll. Tuttavia, spinti dalla passione di Parsons, da poco entrato a far parte del gruppo nel febbraio '68, il progetto originario venne accantonato per fare del disco un album puramente di musica country. L'enorme passione di Parsons per la sua particolare visione della musica country-rock, fu così contagiosa che egli riuscì persino a convincere gli altri membri del gruppo a registrare l'album a Nashville, la capitale del country, come aveva fatto Bob Dylan per i suoi album Blonde on Blonde e John Wesley Harding. Anche se McGuinn aveva ancora qualche riserva circa la nuova direzione musicale della band, si convinse che una mossa del genere avrebbe potuto ampliare il pubblico dei Byrds, che era in leggero declino. Quando infine, il produttore di vecchia data dei Byrds Gary Usher, che non era entusiasta di produrre il concept album sulla musica americana inizialmente proposto da McGuinn, indicò la sua preferenza per il progetto country, McGuinn accettò definitivamente la proposta di Parsons. Il 9 marzo 1968, la band partì per Nashville, per incominciare la registrazione di Sweetheart of the Rodeo.
Le sessioni di registrazione per l'album si divisero tra Nashville e Los Angeles, con il contributo di svariati turnisti come Lloyd Green, John Hartford, JayDee Maness, e Clarence White. Durante la lavorazione sorsero tensioni tra Parsons e il resto della band, in particolare con il chitarrista Roger McGuinn ci furono i contrasti più accesi, e di conseguenza alcune delle tracce vocali di Parsons furono reincise cantate da McGuinn, principalmente a causa di complicazioni legali, e quando l'album venne pubblicato a fine agosto, Parsons era già uscito dal gruppo. Le tre canzoni che subirono questo trattamento in fase di post-produzione furono The Christian Life, You Don't Miss Your Water, e One Hundred Years from Now. L'allontanamento stilistico dei Byrds dal rock e dal pop per abbracciare incondizionatamente il country causò una grossa perdita di pubblico alla band e l'aperta ostilità dell'ambiente ultra-conservatore di Nashville, patria della country music più reazionaria, che guardava con sospetto e perplessità ai Byrds considerandoli soltanto un gruppo di capelloni hippie che cercavano di sovvertire il mondo della musica country.

### Registrazione (marzo – maggio 1968)
Tra il 9 e il 15 marzo 1968, la band, affiancata da diversi prestigiosi session men, registrò agli studi della Columbia di Nashville multiple riprese di otto nuove canzoni. Le sessioni per l'album proseguirono dal 4 aprile al 27 maggio 1968 ai Columbia Studios di Hollywood, Los Angeles, con l'aggiunta di ulteriori sette brani incisi nel corso delle sedute e la rifinitura delle tracce incise a Nashville.
Le canzoni che i Byrds registrarono per l'album inclusero anche You Ain't Going Nowhere e Nothing Was Delivered, due brani country di Bob Dylan provenienti dall'ancora all'epoca ufficialmente inedito The Basement Tapes, i famosi "nastri della cantina" incisi da Dylan e dalla The Band nel 1967, durante il periodo di convalescenza di Dylan a seguito del suo incidente motociclistico. Nonostante il brusco cambio stilistico che Sweetheart of the Rodeo rappresentava per i Byrds, l'inclusione di queste due cover di Dylan nell'album, era un segno di continuità con i loro precedenti dischi folk rock, dove il materiale di Bob Dylan era al centro del repertorio del gruppo. I Byrds incisero anche tre standard della musica country per l'album: il traditional I Am a Pilgrim, reso popolare da Merle Travis alla fine degli anni quaranta; Blue Canadian Rockies di Cindy Walker, cantata da Gene Autry nell'omonimo film del 1952; e The Christian Life, canzone vera e propria "antitesi del rock" con il suo testo che tesseva le lodi del semplice piacere di condurre una "vita cristiana".
Il gruppo aggiunse a questi vecchi classici e alle cover di Dylan, un paio di canzoni country contemporanee: Life in Prison di Merle Haggard; e You're Still On My Mind di Luke McDaniel. In aggiunta, i Byrds rifecero in chiave country rock You Don't Miss Your Water di William Bell. Con la sua fusione di country e soul, You Don't Miss Your Water divenne il perfetto esempio di quella che Parsons avrebbe in seguito definito "Cosmic American Music".
Da parte sua, Roger McGuinn contribuì con l'inserimento nell'album del brano di Woody Guthrie Pretty Boy Floyd, un romanzato ritratto dell'omonimo eroe folk. Nel corso delle sessioni i Byrds incisero anche All I Have Are Memories, You Got a Reputation di Tim Hardin, e il brano tradizionale Pretty Polly, ma nessuna di queste tracce finì nella versione finale di Sweetheart of the Rodeo.
Gram Parsons portò tre delle sue composizioni alle sedute di registrazione: Lazy Days, One Hundred Years from Now e Hickory Wind, quest'ultima scritta da Parsons e dall'ex membro degli International Submarine Band, Bob Buchanan, durante un lungo viaggio in treno dalla Florida a Los Angeles all'inizio del 1968. One Hundred Years from Now possiede un ritmo più veloce rispetto al materiale presente in Sweetheart of the Rodeo e parla della stoltezza della vanità umana attuale e di come potrebbe essere vista dalle generazioni successive. Lazy Days, brano influenzato da Chuck Berry, non venne incluso nell'album definitivo, ma fu registrato di nuovo da Parsons con i Flying Burrito Brothers, per il loro disco del 1970 Burrito Deluxe.

### Reazione della scena country di Nashville all'album

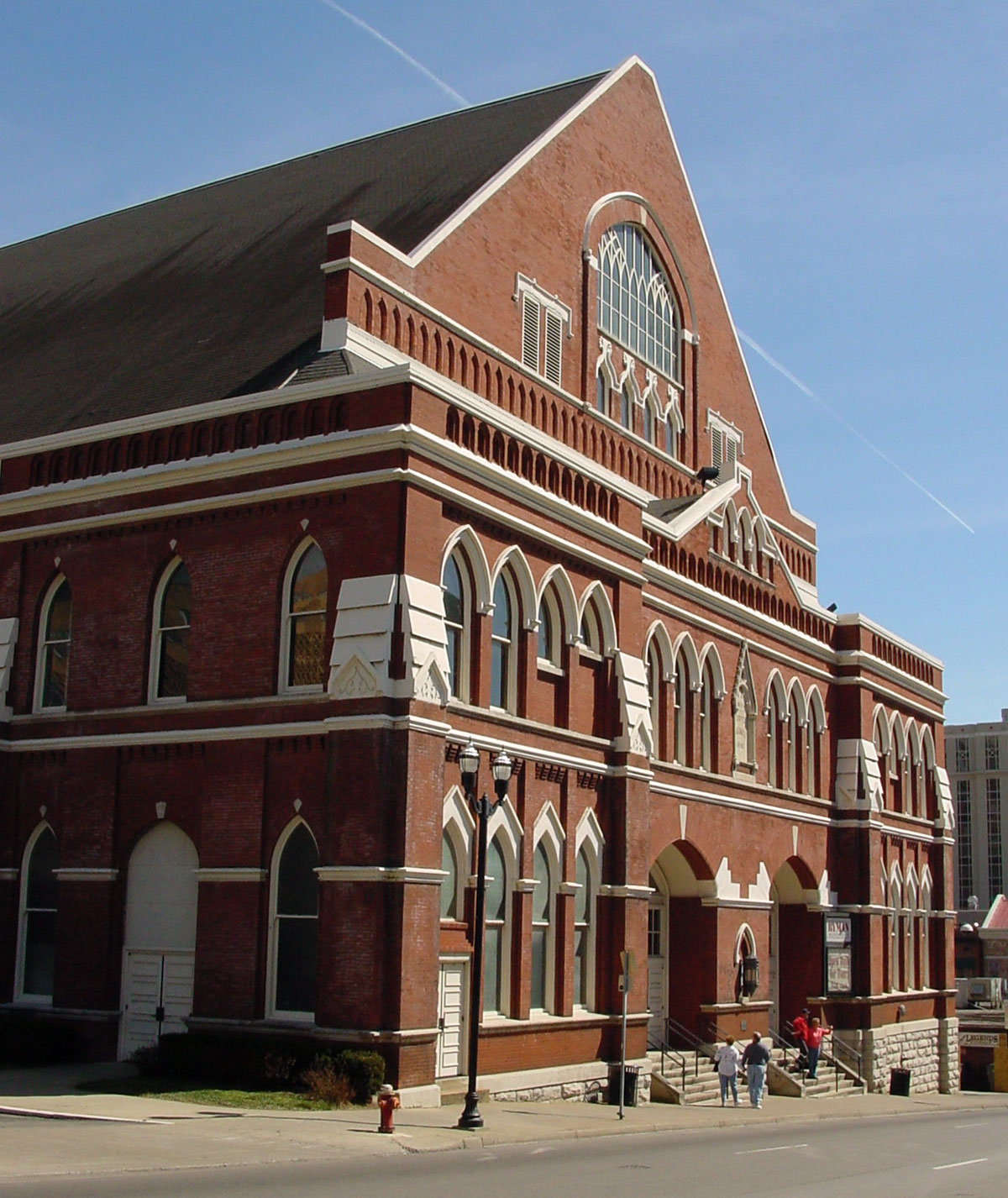
Il Ryman Auditorium, dove i Byrds registrarono la loro contestata esibizione al Grand Ole Opry il 15 marzo 1968.

Verso la fine della prima trance delle sessioni di registrazione, la band pensò di congedarsi da Nashville con un'apparizione allo storico show Grand Ole Opry, roccaforte del country, al Ryman Auditorium, fissata per il 15 marzo del 1968. Il gruppo fu accolto con derisione dal pubblico conservatore perché i Byrds erano il primo gruppo di "hippie capelloni" a suonare nel tempio della musica country più ortodossa. La band aprì il concerto con una reinterpretazione del brano Sing Me Back Home di Merle Haggard, che venne accolto tra le risatine del pubblico, da vari fischi, insulti, e prese in giro di ogni genere. Qualsiasi speranza di salvare la performance venne immediatamente cancellata quando Parsons, invece che cantare il brano annunciato dal presentatore Tompall Glaser, si lanciò in una improvvisata versione di Hickory Wind dedicandola a sua nonna. Il fuori programma mandò su tutte le furie gli altri ospiti abituali dell'Opry come Roy Acuff, e mise in forte imbarazzo Glaser, con la conseguenza assicurata che i Byrds non sarebbero mai più stati invitati a partecipare al programma.
Altrettanto disastrosa fu l'apparizione del gruppo al programma radiofonico della WSM condotto dal leggendario DJ di Nashville, Ralph Emery, che prese in giro i suoi ospiti per tutta la durata del programma trattandoli con sufficienza durante le interviste, rifiutandosi, inizialmente, anche solo di mandare in onda una versione preliminare di You Ain't Goin' Nowhere. Quando di malavoglia acconsentì a suonare il disco, lo stroncò in diretta giudicandolo "mediocre" alla presenza della band. Chiaramente infastiditi dal trattamento ricevuto, Parsons e McGuinn avrebbero successivamente scritto una canzone sullo spiacevole episodio intitolandola Drug Store Truck Drivin' Man. Il brano sarebbe apparso nel successivo album dei Byrds, Dr. Byrds & Mr. Hyde, anche se la versione inclusa nel disco non vedeva la partecipazione di Parsons, dato che egli aveva all'epoca già lasciato il gruppo.
Dopo essere ritornati da Nashville, la band suonò qualche concerto nella zona di Los Angeles con l'aggiunta occasionale del suonatore di pedal steel guitar JayDee Maness, che aveva suonato in parecchie tracce di Sweetheart of the Rodeo. Nell'aprile 1968, McGuinn venne sottoposto a forti pressioni da parte di Parsons affinché egli reclutasse Maness come membro ufficiale dei Byrds, ma McGuinn rifiutò. Avendo fallito nel proporre Maness come membro della band, Parsons incominciò allora a sponsorizzare un altro chitarrista, Sneaky Pete Kleinow, ma ancora una volta, McGuinn non accettò. I tentativi di Parsons di reclutare nuovi membri e di dettare la nuova direzione musicale del gruppo, causò un conflitto di potere all'interno della band, con McGuinn intento a conservare il suo status di leader costantemente minacciato da Parsons, che inoltre chiedeva un aumento di stipendio. A un certo punto, Parsons arrivò persino a chiedere che l'album venisse pubblicato a nome "Gram Parsons & The Byrds", richiesta che cadde nel vuoto ignorata da McGuinn e Hillman.
Nel maggio 1968, la band si imbarcò per un breve tour europeo. Mentre si trovavano in Inghilterra per suonare al Middle Earth Club, i Byrds incontrarono Mick Jagger e Keith Richards. Parsons e Richards diventeranno ottimi amici, e Parsons risulterà determinante nelle coloriture "country rock" della musica dei Rolling Stones nel periodo 1968-1972.

### Pubblicazione e accoglienza
| Recensione     | Giudizio |
| -------------- | -------- |
| AllMusic       | [ 5 ]    |
| Blender        | [ 24 ]   |
| Pitchfork      | 9.7/10   |
| Piero Scaruffi | 6/10     |
| Stylus         | A–       |
| Uncut          | [ 28 ]   |

All'uscita nei negozi, l'album raggiunse la posizione numero 77 nella classifica Billboard Top LPs negli Stati Uniti, ma fallì l'entrata in classifica in Gran Bretagna. Dall'album furono estratti due singoli, You Ain't Going Nowhere (cover di un brano di Bob Dylan), che riscosse modesti riscontri commerciali (n. 75 nella Billboard Hot 100 e n. 45 in Inghilterra), e I Am a Pilgrim, che non entrò nemmeno in classifica. L'opera ricevette recensioni complessivamente positive, ma l'accoglienza del pubblico fu alquanto tiepida. Inoltre, non tutte le recensioni dell'epoca furono favorevoli nei confronti dell'opera, per esempio un recensore anonimo di Melody Maker di fine 1968 derise l'album definendolo "non la tipica musica dei Byrds, il che è proprio un peccato". In maniera simile, Robert Shelton, scrisse sul New York Times nel novembre 1968, che "l'ultimo album dei Byrds aderiva ai molti cliché triti e ritriti della musica country, e inoltre, cosa triste a dirsi, era noioso da ascoltarsi per i vecchi fan del gruppo".
In tempi più recenti, il critico musicale di AllMusic Mark Deming fece notare nella sua recensione del disco che "nessun'altra band di caratura importante era mai andata così a fondo nel sound genuino della musica country (senza intenti di parodia o condiscendenza) come avevano fatto i Byrds in Sweetheart of the Rodeo; quando all'epoca il country era ancora visto da molti critici rock solo come musica per "bifolchi razzisti". Nonostante l'iniziale insuccesso che rese l'album il peggior risultato commerciale dei Byrds fino ad allora, Sweetheart of the Rodeo viene oggi considerato opera altamente influente, e un disco seminale per la nascita e diffusione del country rock.

## Tracce
Lato A
1. You Ain't Going Nowhere – 2:34 (Bob Dylan)
2. I Am a Pilgrim – 3:38 (Tradizionale, arrangiamento: Gram Parsons, Chris Hillman)
3. The Christian Life – 2:27 (Charlie Louvin, Ira Louvin)
4. You Don't Miss Your Water – 3:45 (William Bell)
5. You're Still on My Mind – 2:22 (Luke McDaniel)
6. Pretty Boy Floyd – 2:37 (Woody Guthrie)

Durata totale: 17:23
Lato B
1. Hickory Wind – 3:30 (Bob Buchanan, Gram Parsons)
2. One Hundred Years from Now – 2:40 (Gram Parsons)
3. Blue Canadian Rockies – 2:00 (Cindy Walker)
4. Life in Prison – 2:45 (Jelly Sanders, Merle Haggard)
5. Nothing Was Delivered – 3:20 (Bob Dylan)

Durata totale: 14:15
Edizione CD del 1997, pubblicato dalla Columbia/Legacy Records (CK 65150)
1. You Ain't Going Nowhere – 2:33 (Bob Dylan)
2. I Am a Pilgrim – 3:39 (Tradizionale, arrangiamento: Gram Parsons, Chris Hillman)
3. The Christian Life – 2:30 (Charlie Louvin, Ira Louvin)
4. You Don't Miss Your Water – 3:48 (William Bell)
5. You're Still on My Mind – 2:25 (Luke McDaniel)
6. Pretty Boy Floyd – 2:34 (Woody Guthrie)
7. Hickory Wind – 3:31 (Bob Buchanan, Gram Parsons)
8. One Hundred Years from Now – 2:40 (Gram Parsons)
9. Blue Canadian Rockies – 2:02 (Cindy Walker)
10. Life in Prison – 2:46 (Jelly Sanders, Merle Haggard)
11. Nothing Was Delivered – 3:24 (Bob Dylan)
12. You Got a Reputation – 3:08 (J.T. Hardin) – Bonus Track
13. Lazy Days – 3:26 (Gram Parsons) – Bonus Track
14. Pretty Polly – 2:53 (Chris Hillman, Roger McGuinn) – Bonus Track
15. The Christian Life – 2:55 (Charlie Louvin, Ira Louvin) – Bonus Track - Rehearsal Take #11
16. Life in a Prison – 2:59 (Jelly Sanders, Merle Haggard) – Bonus Track - Rehearsal Take #11
17. You're Still on My Mind – 2:29 (Luke McDaniel) – Bonus Track - Rehearsal Take #43
18. One Hundred Years from Now – 3:20 (Gram Parsons) – Bonus Track - Rehearsal Take #2
19. All I Have Is Memories (Instrumental) – 2:49 (Dolph Edward Hewitt, James Red Ledford) – Bonus Track

Durata totale: 55:51
Edizione doppio CD del 2003, pubblicato dalla Columbia/Legacy Records (C2K 87189)
Il 2 settembre 2003, la Columbia/Legacy ha pubblicato una versione ampliata su 2 CD di Sweetheart of the Rodeo. Questa versione dell'album contiene varie outtakes, versioni inedite, e i nastri master dei brani ai quali era stato tolto il cantato originale di Parsons, presentati qui per la prima volta con le tracce vocali originali. Gran parte delle versioni alternative presenti sul secondo CD vedono Parsons cantare canzoni che successivamente sarebbero apparse sull'album con la voce di McGuinn al canto. Inoltre è incluso un brano inedito intitolato All I Have Are Memories, scritto e cantato dal batterista Kevin Kelley all'epoca delle sessioni per l'album. Infine, la Legacy Edition di Sweetheart of the Rodeo include anche 6 tracce eseguite dalla precedente band di Gram Parsons, gli International Submarine Band.
CD 1
Original Album
1. You Ain't Going Nowhere – 2:34 (Bob Dylan)
2. I Am a Pilgrim – 3:38 (Tradizionale, arrangiamento: Gram Parsons, Chris Hillman)
3. The Christian Life – 2:27 (Charlie Louvin, Ira Louvin)
4. You Don't Miss Your Water – 3:45 (William Bell)
5. You're Still on My Mind – 2:22 (Luke McDaniel)
6. Pretty Boy Floyd – 2:37 (Woody Guthrie)
7. Hickory Wind – 3:34 (Bob Buchanan, Gram Parsons)
8. One Hundred Years from Now – 2:43 (Gram Parsons)
9. Blue Canadian Rockies – 2:05 (Cindy Walker)
10. Life in Prison – 2:47 (Jelly Sanders, Merle Haggard)
11. Nothing Was Delivered – 3:24 (Bob Dylan)
12. All I Have Is Memories – 2:48 (Kevin Kelley) – Bonus Track - Additional Master Take
13. Reputation – 3:09 (J. T. Hardin) – Bonus Track - Additional Master Take
14. Pretty Polly – 2:55 (Chris Hillman, Roger McGuinn) – Bonus Track - Additional Master Take
15. Lazy Days – 3:28 (Gram Parsons) – Bonus Track - Additional Master Take
16. The Christian Life – 2:29 (Charlie Louvin, Ira Louvin) – Bonus Track - Additional Master Take
17. You Don't Miss Your Water – 3:49 (William Bell) – Bonus Track - Additional Master Take
18. One Hundred Years from Now – 3:01 (Gram Parsons) – Bonus Track - Additional Master Take
19. Radio Spot: Sweetheart of the Rodeo Album – 0:58 – Bonus Track - Additional Master Take

Durata totale: 54:33
CD 2
The International Submarine Band
1. Sum Up Broke – 2:13 (Gram Parsons, John Neuse)
2. One Day Week – 2:16 (Gram Parsons)
3. Truck Drivin' Man – 2:34 (Terry Fell)
4. Blue Eyes – 2:47 (Gram Parsons)
5. Luxury Liner – 2:53 (Gram Parsons)
6. Strong Boy – 2:01 (Gram Parsons)

Working Demos, Outtakes, & Rehearsal Versions
1. Lazy Days – 3:18 (Gram Parsons) – Alternative Version
2. Pretty Polly – 3:37 (Chris Hillman, Roger McGuinn) – Alternative Version
3. Hickory Wind – 3:40 (Bob Buchanan, Gram Parsons) – Alternative Nashville Version: Take 8
4. The Christian Life – 3:26 (Charlie Louvin, Ira Louvin) – Rehearsal: Take 7
5. The Christian Life – 3:05 (Charlie Louvin, Ira Louvin) – Rehearsal: Take 8
6. Life in Prison – 3:16 (Jelly Sanders, Merle Haggard) – Rehearsal: Takes 1 & 2
7. Life in Prison – 3:16 (Jelly Sanders, Merle Haggard) – Rehearsal: Takes 3 & 4
8. One Hundred Years from Now – 3:58 (Gram Parsons) – Rehearsal: Takes 12 & 13
9. One Hundred Years from Now – 3:59 (Gram Parsons) – Rehearsal: Takes 13 & 14
10. You're Still on My Mind – 2:53 (Luke McDaniel) – Rehearsal: Take 13
11. You're Still on My Mind – 2:38 (Luke McDaniel) – Rehearsal: Take 48
12. All I Have Is Memories – 3:13 (Kevin Kelley) – Alternative Instrumental: Take 17
13. All I Have Is Memories – 3:07 (Kevin Kelley) – Alternative Instrumental: Take 21
14. Blue Canadian Rockies – 2:59 (Cindy Walker) – Rehearsal: Take 14

## Formazione
The Byrds
- Roger McGuinn - chitarra acustica, banjo, voce
- Chris Hillman - basso, mandolino, chitarra acustica, voce
- Gram Parsons - chitarra acustica, pianoforte, organo, voce
- Kevin Kelley - batteria

Musicisti aggiuntivi
- Lloyd Green, JayDee Maness - pedal steel guitar
- Clarence White - chitarra elettrica
- John Hartford - banjo, violino, chitarra acustica
- Roy Husky - contrabbasso
- Earl P. Ball, Barry Goldberg - pianoforte